# Taškent (1937)
Taškent (jinak též Projekt 20) byl torpédoborec sovětského námořnictva z období druhé světové války. Byl jedinou lodí své třídy. Sověti Taškent klasifikovali jako vůdčí loď torpédoborců, určenou k vedení torpédoborcových eskader. Stejné určení měly torpédoborce třídy Leningrad a kvůli vypuknutí války nerealizovaná třída Kijev, která z Taškentu konstrukčně vycházela. Torpédoborec Taškent byl ve službě v letech 1939–1942. Po těžkém poškození německým letectvem byl odtažen do přístavu, kde jej definitivně potopil jiný nálet. Později byl jeho vrak sešrotován. Díky svým elegantním tvarům a neobvyklému modrému zbarvení získal přezdívku „modrý křižník“.

## Stavba

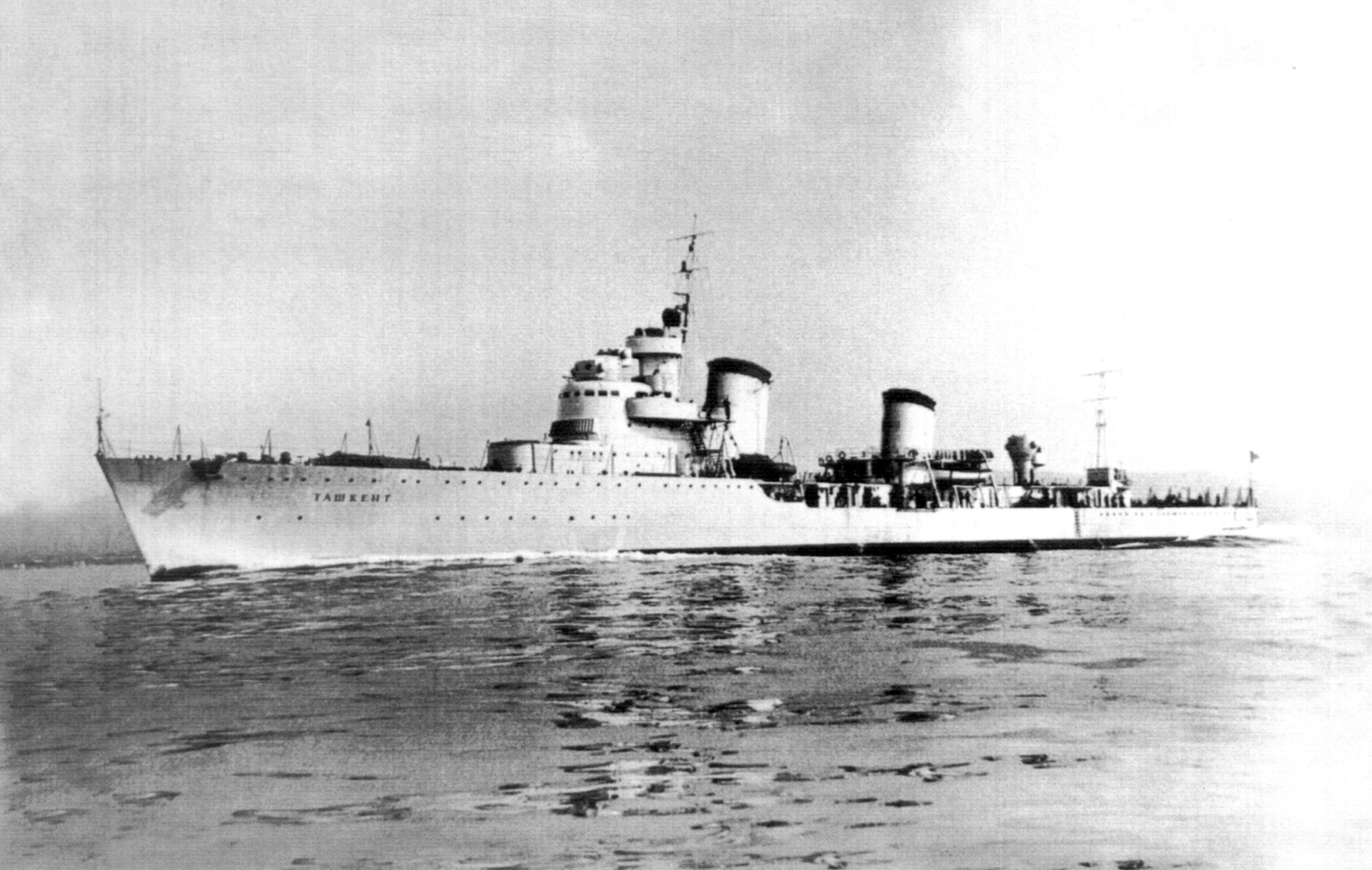
Taškent během továrních zkoušek v Itálii. Tehdy ještě nenesl žádné dělové věže.

Stavba vůdčí lodě torpédoborců byla objednána na základě druhého pětiletého plánu na obnovu sovětské floty. Postaven byl italskou loděnicí OTO v Livornu. Stavba byla zahájena v lednu 1937 a spuštění na vodu proběhlo v 21. listopadu 1937. Torpédoborec byl námořnictvu předán v únoru 1939 a do služby byl přijat v říjnu 1939.

## Konstrukce

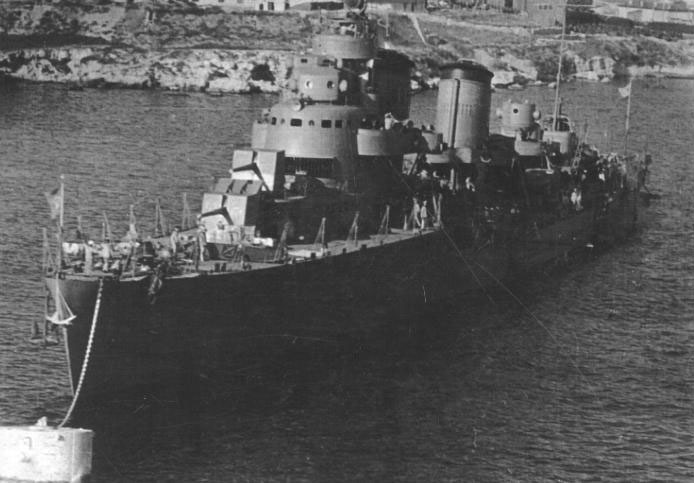
Taškent s provizorní hlavní výzbrojí tří 130mm kanónů

Plánovanou výzbroj představovalo šest 130mm/50 kanónů B-2LM, šest 45mm/43 kanónů 21K, šest 12,7mm kulometů, tři trojité 533mm torpédomety, dva spouštěče hlubinných pum (se zásobou 25 kusů) a až osmdesát námořních min. Kvůli zpoždění výroby dělových věží však byl Taškent do služby přijat s provizorní hlavní výzbrojí tří 130mm/55 kanónů B-13 vzor 1936 v jednodělových věžích. Pohonný systém tvořily dva kotle Yarrow a dvě převodové turbíny Parsons o výkonu 110 000 shp, pohánějící dva lodní šrouby. Nejvyšší rychlost dosahovala 39 uzlů.

### Modifikace
Plánovanou výzbroj torpédoborec získal až v letech 1940–1941. Zejména to bylo šesti 130mm kanónů ve třech dvouhlavňových věžích B-2LM. Protiletadlová výzbroj byla dále nahrazena instalací dvou 76mm kanónů, které nahradily jeden z torpédometů.

## Služba
Taškent operoval v rámci Černomořské floty a za války se stal známým zejména v souvislosti s plavbami do obleženého Sevastopolu. Dne 28. června 1942 Taškent těžce poškodily německé střemhlavé bombardéry Ju 87. Přestože nabral 1900 tun vody, torpédoborec Bditelnyj jej dokázal odtáhnout do Novorossijsku. Avšak tam jej 2. července 1942 definitivně potopil další nálet střemhlavých bombardérů. Taškent dosedl na dno přístavu, ale již nebyl opraven. Dvě jeho dělové věže byly po vytažení instalovány na torpédoborec Ogněvoj. Po obsazení města vrak částečně rozebrali Němci a zbytek byl sešrotován po znovuobsazení přístavu roku 1943.